# Acetil-KoA C-aciltransferaza
Acetil-KoA -aciltransferaza (EC 2.3.1.16, beta-ketotiolaza, 3-ketoacil-KoA tiolaza, KAT, beta-ketoacil koenzim A tiolaza, beta-ketoacil-KoA tiolaza, beta-ketoadipil koenzim A tiolaza, beta-ketoadipil-KoA tiolaza, 3-ketoacil KoA tiolaza, 3-ketoacil koenzim A tiolaza, 3-ketoacilna tiolaza, 3-ketotiolaza, 3-oksoacil-KoA tiolaza, 3-oksoacil-koenzim A tiolaza, 6-oksoacil-KoA tiolaza, acetoacetil-KoA beta-ketotiolaza, acetil-KoA aciltransferaza, ketoacil-KoA aciltransferaza, ketoacil-koenzim A tiolaza, dugolančana 3-oksoacil-KoA tiolaza, oksoacil-koenzim A tiolaza, pro-3-ketoacil-KoA tiolaza, tiolaza I, 2-metilacetoacetil-KoA tiolaza) je enzim sa sistematskim imenom acil-KoA:acetil-KoA -aciltransferaza. Ovaj enzim katalizuje sledeću hemijsku reakciju
acil-KoA + acetil-KoA {\displaystyle \rightleftharpoons } KoA + 3-oksoacil-KoA

## Literatura
- Nicholas C. Price; Lewis Stevens (1999). Fundamentals of Enzymology: The Cell and Molecular Biology of Catalytic Proteins (Third изд.). USA: Oxford University Press. ISBN 019850229X.
- Eric J. Toone (2006). Advances in Enzymology and Related Areas of Molecular Biology, Protein Evolution (Volume 75 изд.). Wiley-Interscience. ISBN 0471205036.
- Branden C; Tooze J. Introduction to Protein Structure. New York, NY: Garland Publishing. ISBN 0-8153-2305-0.
- Irwin H. Segel. Enzyme Kinetics: Behavior and Analysis of Rapid Equilibrium and Steady-State Enzyme Systems (Book 44 изд.). Wiley Classics Library. ISBN 0471303097.

## Spoljašnje veze
- Acetyl-CoA+C-acyltransferase на 